# Estação Ferroviária do Cais do Sodré

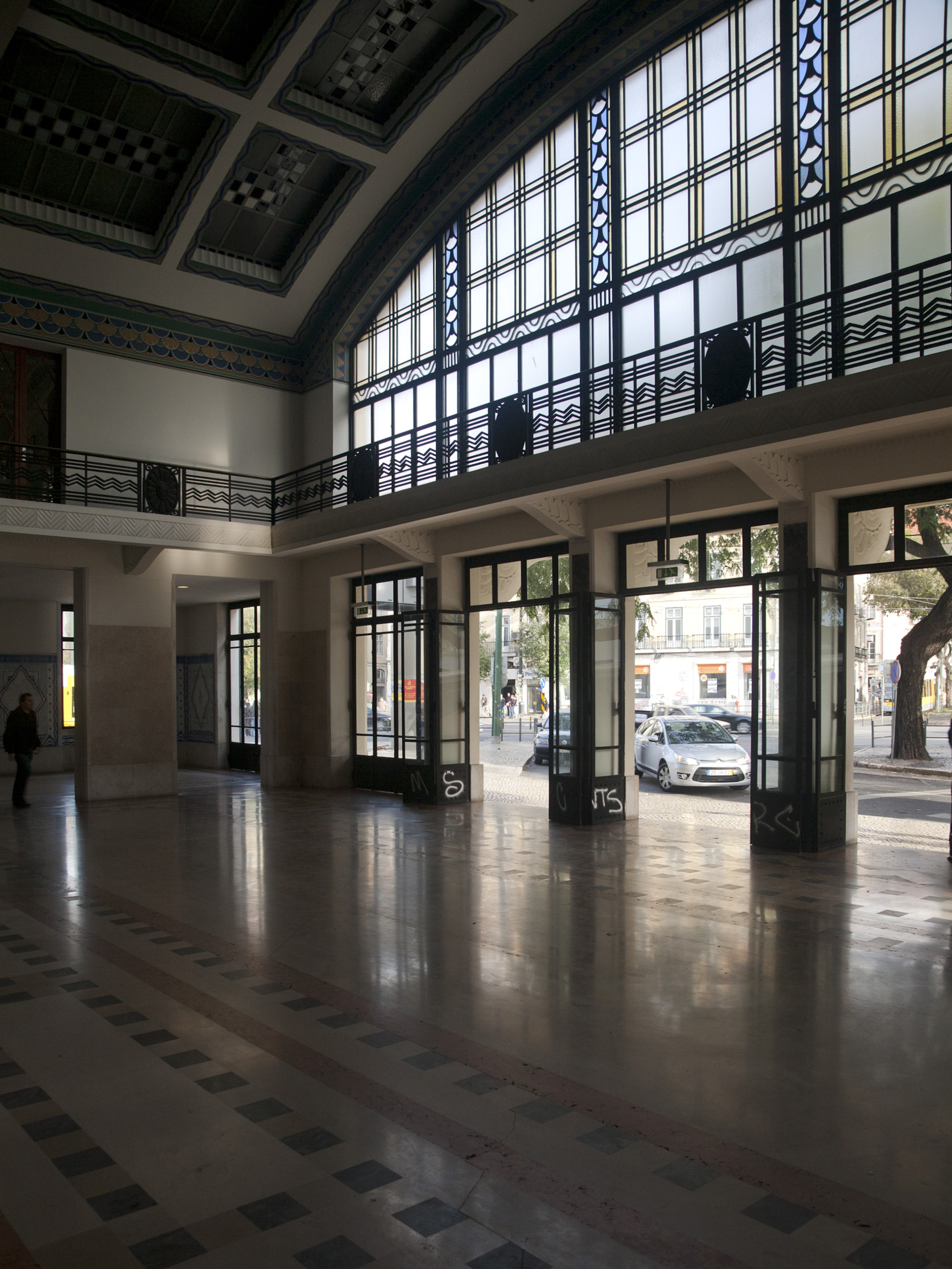
Átrio da estação principal.

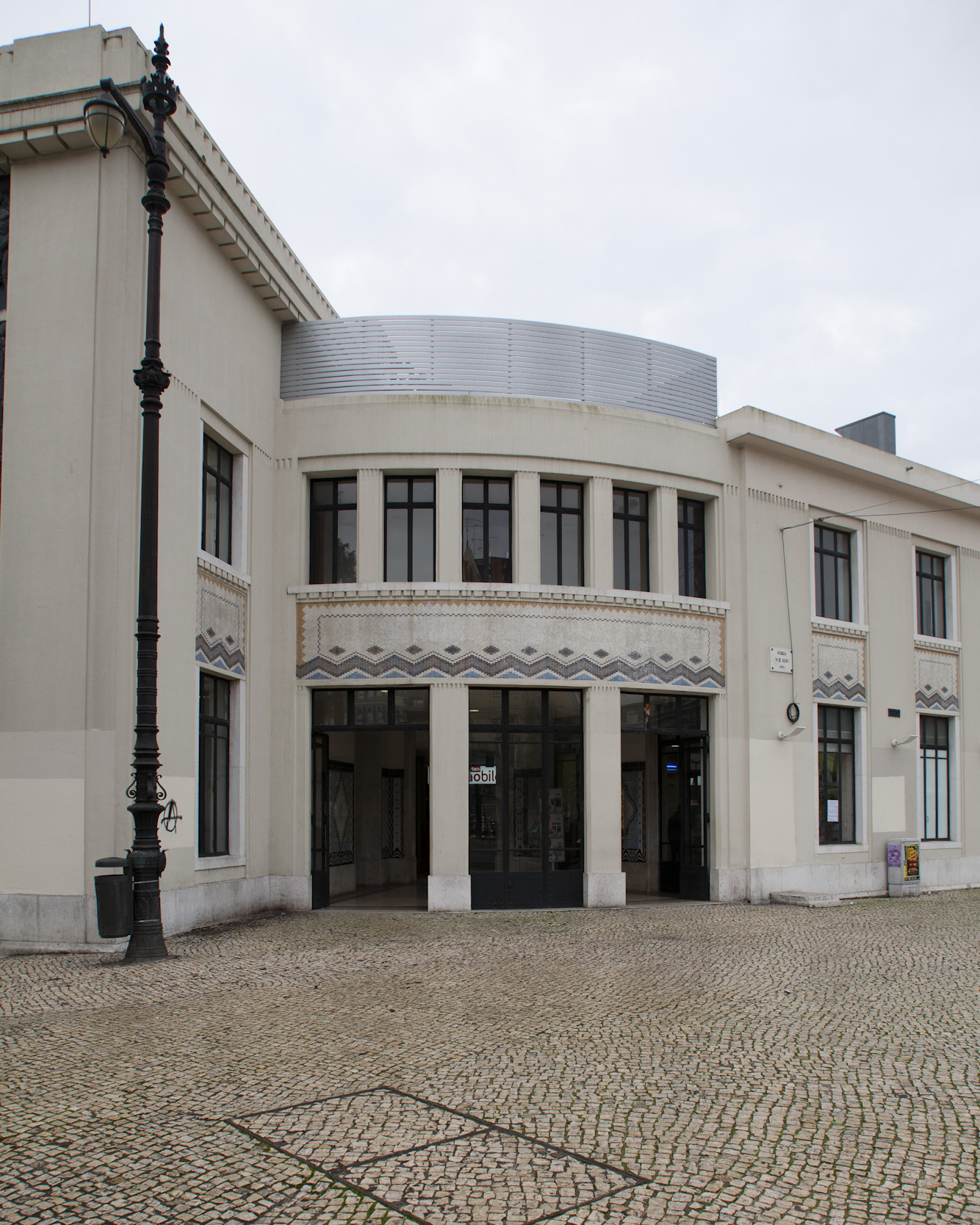
Acesso secundário ao exterior, virado a sudeste.

A Estação Ferroviária do Cais do Sodré é uma interface ferroviária da Linha de Cascais, situada na cidade de Lisboa, em Portugal; foi inaugurada em 4 de Setembro de 1895. Está classificada desde 7 de novembro de 2012 como Imóvel de Interesse Público.

## Descrição

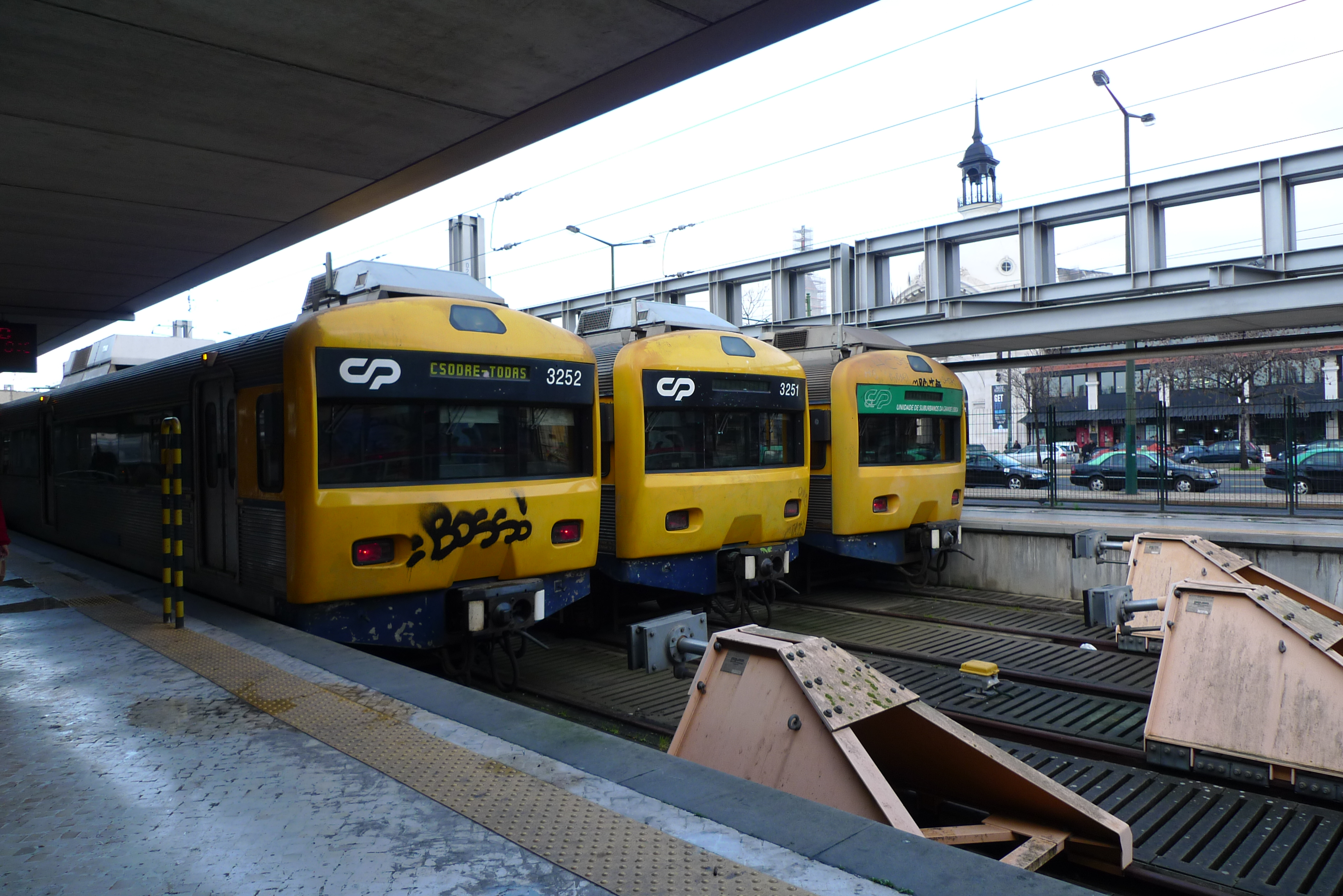
Composições parqueadas na estação.

### Localização e acessos
A estação situa-se em Lisboa, junto à Praça Duque de Terceira, na área homónima (centro-sul do município; frente ribeirinha), inserindo-se na antiga freguesia de São Paulo, atual Misericórdia.

### Infraestrutura

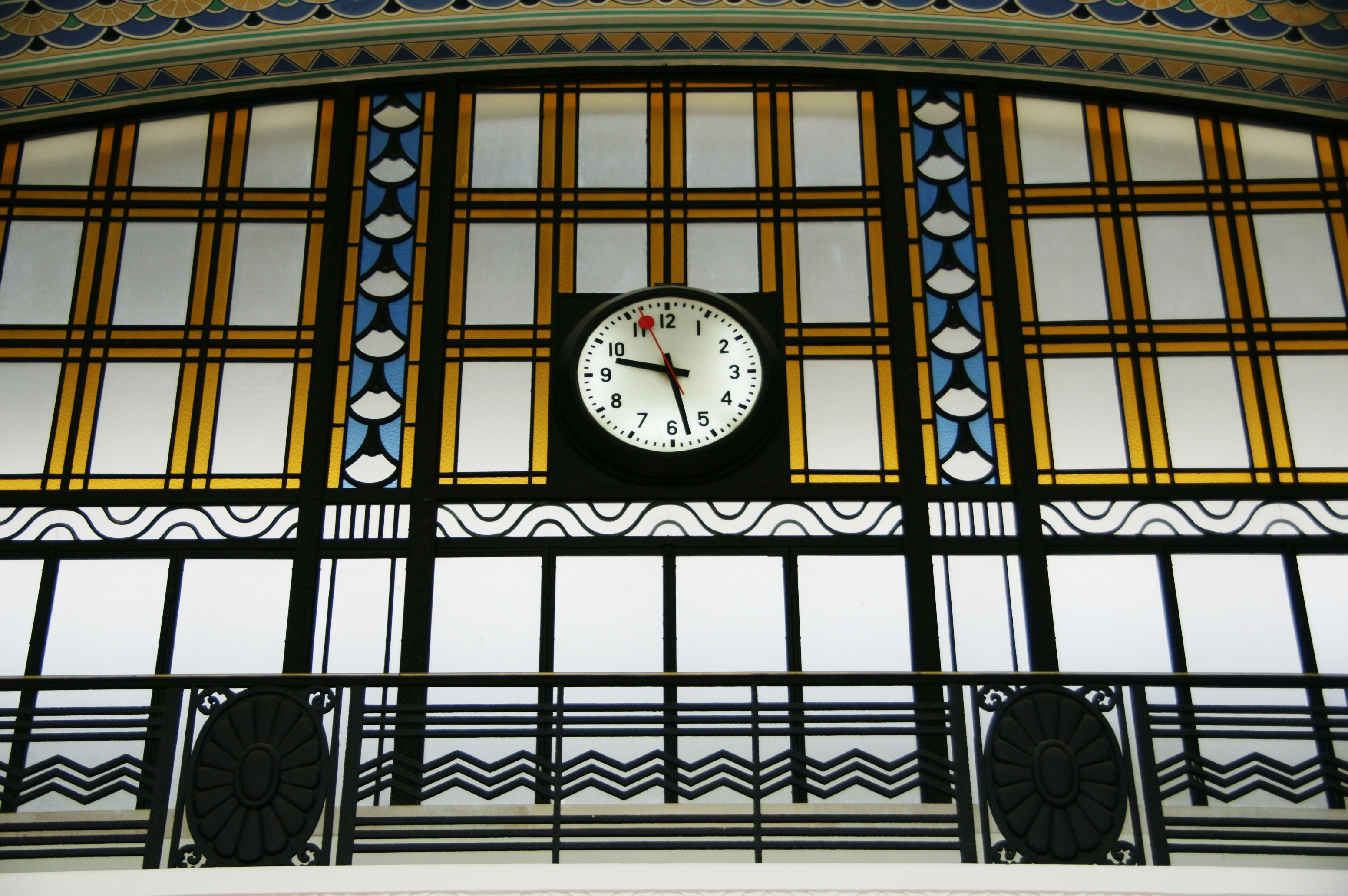
Vitral e relógio do átrio principal.

#### Vias e plataformas
Esta interface apresenta  seis vias de circulação, numeradas de L1 a L6, com comprimentos entre 200 e 210 m (em 2011 dados como entre 287 a 298 m); as plataformas têm 206 a 220 m de extensão, e apresentam todas 110 cm de altura;; existe ainda uma via secundária, identificada como R1, com comprimento de 261 m; todas estas vias estão eletrificadas em toda a sua extensão. O edifício de passageiros situa-se ao topo da via, já que esta foi concebida como estação terminal.

#### Edifício
O edifício da estação apresenta um estilo modernista. Foi desenhado pelo arquitecto Pardal Monteiro, e inaugurado em 1928. Entre os vários elementos de inspiração Art Déco, destaca-se um conjunto de painéis de azulejos, cujo padrão surge igualmente nos silhares, tendo os azulejos sido produzidos na Fábrica Lusitânia, por volta de 1928.

#### Enquadramento
A Estação é uma dos mais movimentados interfaces da cidade, permitindo a articulação da Linha de Cascais, da qual é terminal, com:
- Metropolitano de Lisboa (Estação do Cais do Sodré, na Linha Verde)
- Transtejo (Terminal Fluvial do Cais do Sodré), que explora os serviços fluviais para Cacilhas, Seixal e Montijo
- Carris, autocarros e eléctricos num conjunto de paragens servidas por carreiras de todas as zonas do sistema de transportes da Carris cobrindo praticamente toda a cidade de Lisboa em diversos horários que garantem uma cobertura 24 h/dia.

Situa-se no centro da Lisboa ribeirinha, a 880 m (12 min. a pé) da Praça do Comércio. Faz parte de um conjunto de quatro estações ferroviárias no centro de Lisboa, terminais das ligações radiais:
- Lisboa - Santa Apolónia (terminal da Linha do Norte - suburbana, regional, intercidades, internacional)
- Lisboa - Rossio (terminal da Linha de Sintra - suburbana)
  - a montante: Campolide-A (terminal da Linha do Sul)
- Lisboa - Cais do Sodré (terminal da Linha de Cascais - suburbana)
- Lisboa - Sul e Sueste (terminal da Linha do Alentejo - suburbana, fluvial)

Estes quatro terminais encontram-se ligados entre si por intermédio de carreiras de transportes urbanos, operadas pela Carris e pelo Metro:
- Santa Apolónia ⇄ Sul e Sueste: Carris (206, 210, 728, 735, 759, 781, 782, 794) e Metro (Linha Azul)
- Santa Apolónia ⇄ Rossio: Carris (206, 759, 794) e Metro (Linha Azul)
- Santa Apolónia ⇄ Cais do Sodré: Carris (206, 210, 706, 735, 781, 782)
- Sul e Sueste ⇄ Rossio: Carris (206, 759, 794) e Metro (Linha Azul)
- Sul e Sueste ⇄ Cais do Sodré: Carris (206, 210, 735, 781, 782)
- Rossio ⇄ Cais do Sodré: Carris (206, 207, 736) e Metro (Linha Verde)

### Serviços
Em dados de 2023, esta interface é servida por comboios de passageiros da C.P. de tipo urbano no serviço “Linha de Cascais” tipicamente com um total de 102 circulações diárias em cada sentido, das quais 32 têm término em Oeiras e as restantes em Cascais.

## História

### Século XIX

#### Antecedentes e planeamento
Em 1855, o conde Clarange du Lucotte apresentou um programa para a urbanização da margem do Tejo na zona Ocidental de Lisboa, que incluía a construção de um caminho de ferro do Cais do Sodré até Sintra. No entanto, este empreendimento não conseguiu avançar devido à oposição de várias partes, tendo o contrato sido anulado em 1861. Posteriormente, surgiram outras propostas para a requalificação da margem do Tejo, como uma de 1876 pelo empresário Moser, da qual também fazia parte um caminho de ferro, mas que foi igualmente anulada. Os trabalhos só se iniciaram definitivamente nos finais do século XIX, já englobando a construção da Linha de Cascais. Em 9 de Abril de 1887, um alvará autorizou a Companhia Real dos Caminhos de Ferro Portugueses a construir uma linha férrea da Estação de Santa Apolónia a Cascais, passando por Belém. A principal finalidade desta linha era melhorar o acesso de Lisboa às praias, que já eram então muito procuradas pela população da capital, e que então era feito por uma estrada costeira e por uma carreira de vapores, que demoravam cerca de 75 min. na viagem do Cais do Sodré até Cascais.

#### Inauguração e primeiros anos
Em 30 de Setembro de 1889, entrou ao serviço o primeiro lanço da Linha de Cascais, de Pedrouços a Cascais, sendo a ligação entre Pedrouços e a capital feita através de barcos que partiam da ponte do Cais do Sodré.
Em 6 de Dezembro de 1890, a Linha de Cascais chegou a Alcântara-Mar, e em 4 de Setembro de 1895, foi prolongada até esta estação, concluindo aquele caminho de ferro. No início, a estação era apenas composta por um edifício modesto, construído em madeira. Embora este edifício tenha sido construído apenas de forma provisória, os sucessivos atrasos na construção da estação definitiva levaram a que tenha sido utilizado durante muitos anos, situação que também se verificou noutros pontos do país.
Em 1 de Fevereiro de 1897 a Gazeta dos Caminhos de Ferro noticiou que já estava terminada a segunda via entre esta estação e Alcântara-Mar, e que em breve iria entrar ao serviço, ficando assim concluída a duplicação de toda a Linha de Cascais. Reportou igualmente que ainda não estava concluída a terraplanagem da zona entre a estação e a ponte dos vapores, onde estava prevista a construção da estação definitiva. A via dupla entrou ao serviço em 4 de Julho desse ano.

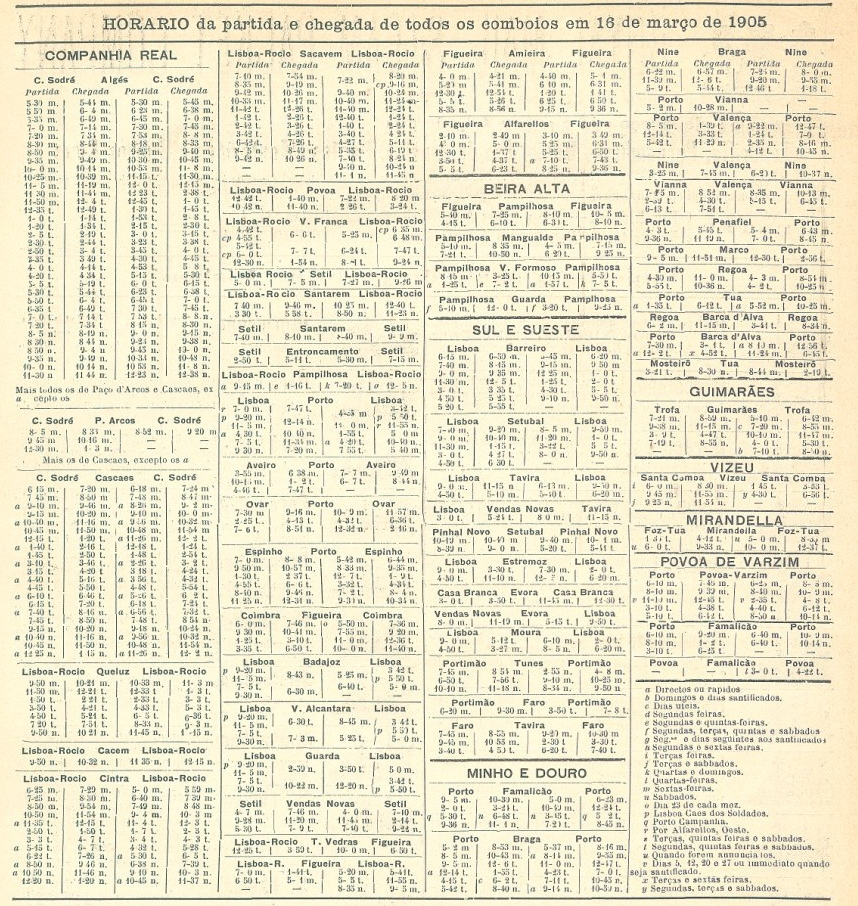
Horários dos comboios em 1905, incluindo a Linha de Cascais.

### Século XX

#### Décadas de 1900 e 1910
Em 31 de Agosto de 1901 foi inaugurada a primeira linha de carros eléctricos em Lisboa, unindo Algés ao Cais do Sodré.
Em 16 de Abril de 1902, a Gazeta dos Caminhos de Ferro informou que a Companhia Real dos Caminhos de Ferro Portugueses já tinha ordenado a construção de vários abrigos para passageiros nesta estação, tendo esta obra sido incluída no orçamento para 1902 da companhia.

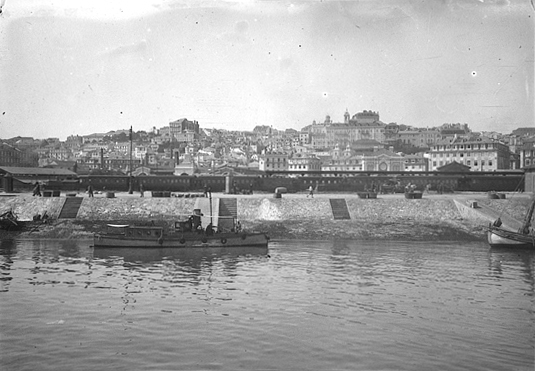
Comboios no Cais do Sodré, vistos do rio — inícios do século XX.

Em 16 de Fevereiro de 1903, a Gazeta reportou que na sessão da Câmara dos Pares do dia 3 de Fevereiro o sr. Dantas Baracho tinha criticado a forma como esta estação ainda funcionava num edifício provisório, tendo-a classificado como «uma estação vergonhosa para a capital do paiz». A construção da gare definitiva, que então estava planeada no eixo da Rua do Alecrim, só podia iniciar-se após a conclusão das obras do porto, que no entanto estavam paralisadas devido a uma questão no tribunal arbitral.
Em 1 de Dezembro de 1914, a Gazeta informou que a Companhia Real tinha recentemente apresentado uma proposta de tarifa especial para o transporte de cortiça, que abrangia as principais interfaces onde se fabricava ou exportava aquele produto, incluindo esta estação. Em 1918, a Companhia Real subarrendou a exploração da Linha de Cascais à Sociedade Estoril, ficando esta empresa responsável por instalar a tracção eléctrica na linha. No entanto, nesta época ainda se faziam sentir os efeitos económicos da Primeira Guerra Mundial, o que, em conjunto com outras circunstâncias, forçaram ao adiamento das obras até aos meados da fécada de 1920.

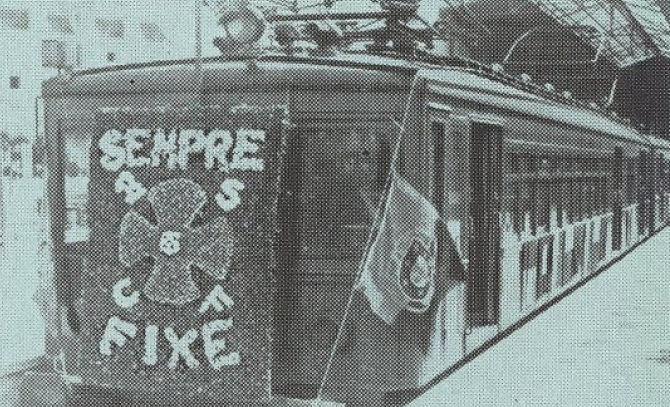
Comboio do Batalhão de Sapadores dos Caminhos de Ferro no Cais do Sodré, em 1935.

#### Décadas de 1920 e 1930
Numa entrevista publicada na Gazeta de 1 de Agosto de 1926, o engenheiro Manuel Belo, dos serviços de tracção da Sociedade Estoril, falou sobre o programa de modernização e electrificação da Linha de Cascais, tendo informado que já tinha sido concluído o plano para uma nova estação. Revelou que as obras ainda não se tinham iniciado, uma vez que que o espaço destinado à nova estação ainda estava ocupado por barracões da Câmara Municipal de Lisboa e da Alfândega, prevendo-se que estaria construída dentro de um ano. O desenho para a nova estação, elaborado por Porfírio Pardal Monteiro, preconizava uma traça sóbria mas monumental do edifício, utilizando linhas de influência modernista. A nova estação deveria ser capaz de garantir a continuidade do serviço e atender às necessidade do público, e ao mesmo tempo melhorar a zona em que se inseria a estação, dando uma imagem renovada à Linha de Cascais, reforçando a sua reputação como uma linha turística internacional. Também estava previsto que a nova estação iria incluir uma oficina para reparações de material circulante.
A 15 de Agosto desse ano, deu-se a cerimónia de inauguração da tracção eléctrica na Linha de Cascais, tendo o primeiro comboio a tracção eléctrica partido desta estação às 11.30, com destino ao Estoril. A inauguração deu-se ainda nas antigas instalações, que então eram compostas principalmente por um velho barracão, rodeado de quiosques e pontos de venda de hortaliças, e onde se acumulavam canastras de peixe. Já se tinha procedido anteriormente a modificações nas plataformas, de forma a ficarem mais elevadas. Pouco depois da cerimónia, a Sociedade Estoril iniciou a demolição da antiga estação e da limpeza do largo em frente, e a construção do novo edifício. Além desta estação, a Sociedade Estoril também reconstruiu outras estações na Linha de Cascais, no âmbito do programa de modernização. No caso da gare de Cascais, a composição geral das vias e das plataformas foi construída de forma a ser idêntica à desta estação.

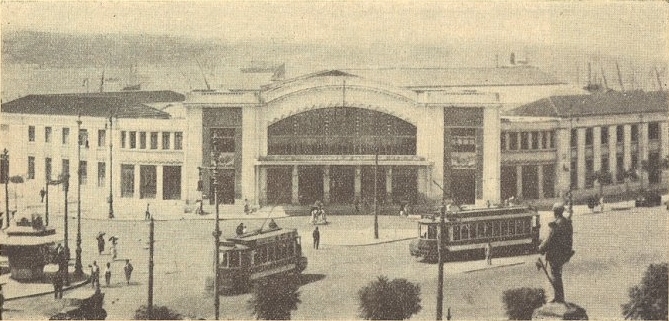
A gare nova, em 1936.

Um decreto publicado no Diário do Governo de 26 de Agosto de 1926 aprovou um plano da Sociedade Estoril para várias alterações na divisão interior do primeiro andar, na gare do Cais do Sodré. As novas instalações foram inauguradas em 18 de Agosto de 1928. Entretanto, na década de 1920 continuou a intenção de ligar esta estação a Santa Apolónia por uma linha marginal, tendo o engenheiro António Belo idealizado uma estação ferroviária e marítima em frente do torreão da Alfândega, sendo subterrânea a linha até este ponto. Porém, este empreendimento foi cancelado quando foi reconstruída a Estação do Sul e Sueste.

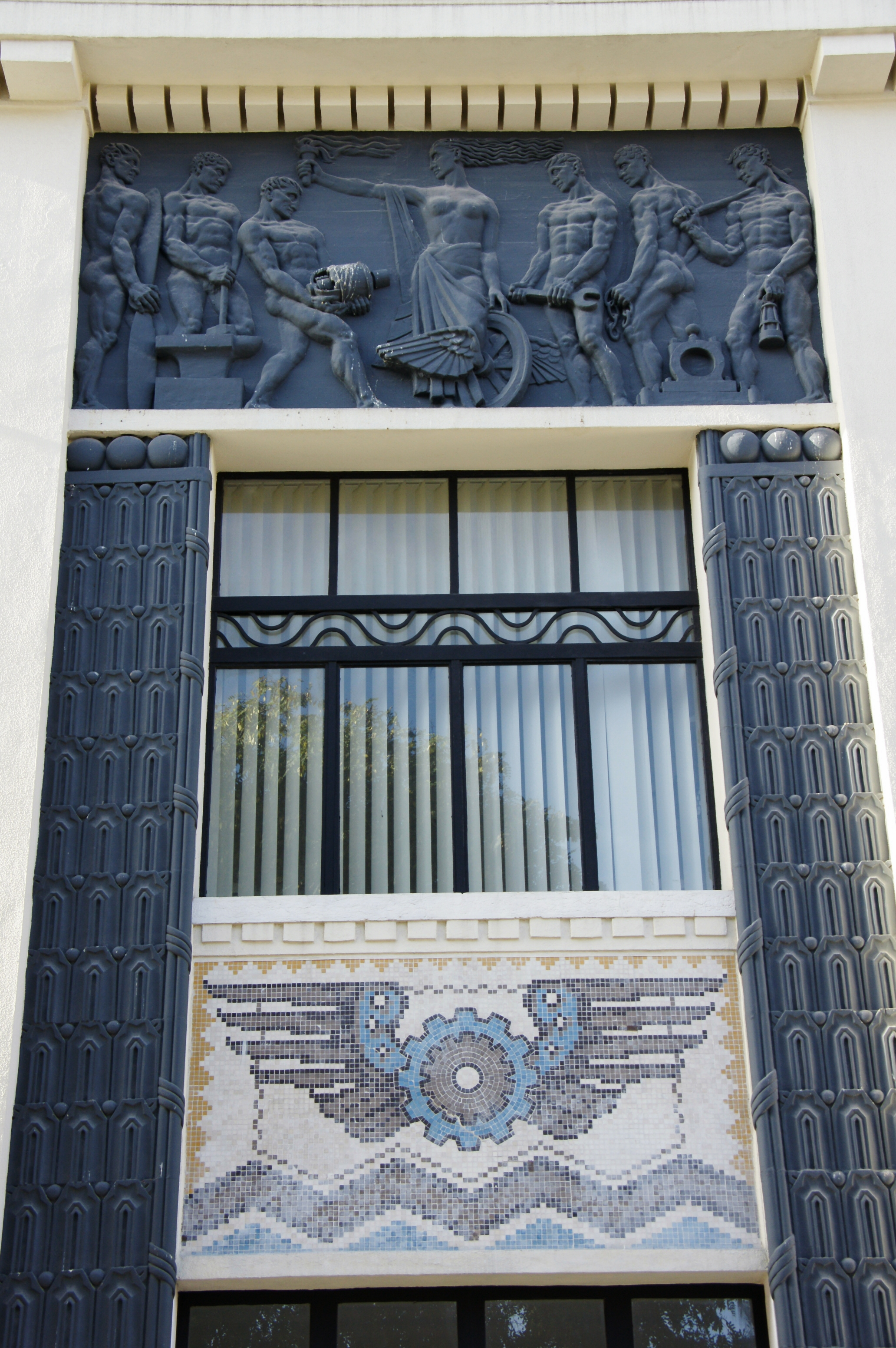
Detalhe da fachada.

Em 1931, foi instalado nesta estação um posto eléctrico de comando central de agulhas e encravamentos, com os correspondentes sinais, tendo sido o primeiro deste género em Portugal. Em 1934, a Sociedade Estoril fez obras de calcetamento nas plataformas da estação. Em 14 de Fevereiro de 1937, foi organizado um comboio especial entre o Cais do Sodré e Cascais para inaugurar cinco novas carruagens, viagem que contou com a presença do presidente Óscar Carmona e de outras altas individualidades do governo e dos caminhos de ferro.

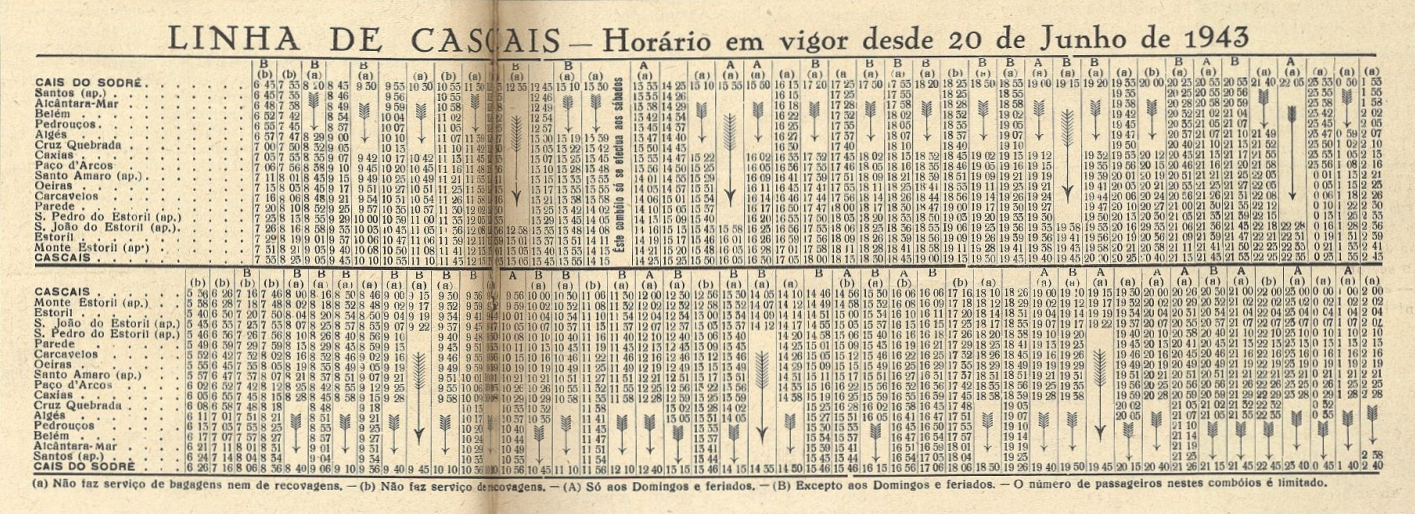
Horários da Linha de Cascais em 1943.

#### Década de 1940
Um despacho da Direcção Geral dos Caminhos de Ferro, publicado no Diário do Governo n.º 114, II Série, de 19 de Maio de 1949, aprovou uma proposta da Companhia dos Caminhos de Ferro portugueses para uma tarifa especial de grande velocidade, em acordo com a Sociedade Estoril, para o transporte de fruta fresca de mesa, hortaliças e legumes verdes desde a região do Algarve até esta estação.

#### Décadas de 1950 e 1960
Em 1950, foi anunciado um novo projeto para uma gare marítima, que se deveria situar no alinhamento desta estação, nos terrenos do Arsenal da Marinha e do Terreiro do Paço. Teria ligação ferroviária por um ramal que sairia da Linha de Cascais junto à Estação de Santos e seguiria em perfil interior até à gare marítima, onde teria plataformas para passageiros e mercadorias, continuando depois até Santa Apolónia.
Em 1 de Fevereiro de 1951, a Gazeta noticiou que um comboio de passageiros tinha chocado contra uma composição de mercadorias no interior desta estação, fazendo uma vítima mortal e mais de quarenta feridos, tendo a culpa sido provisoriamente atribuída ao erro de um agulheiro. Um diploma do Ministério das Comunicações de 24 de Novembro desse ano, publicado no Diário do Governo n.º 246, Série I, de 24 de Novembro, alterou as condições do imposto ferroviário para a Linha de Cascais, de forma a permitir a realização de várias obras no sentido de melhorar as condições de segurança na linha, incluindo a remodelação da sinalização no Cais do Sodré.

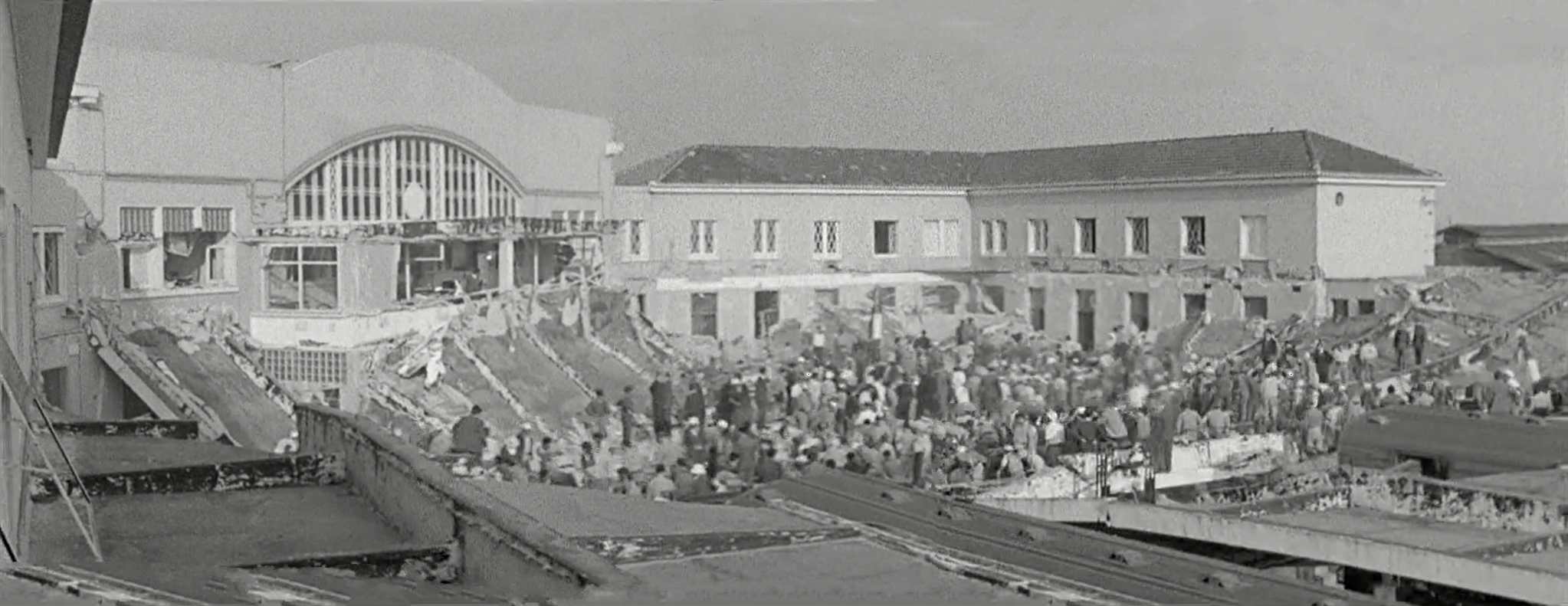
Aspecto da estação ferroviária após o desabamento da cobertura interior sobre a gare, em 1963

Em 25 de Janeiro, 23 de Fevereiro e 14 de Julho de 1952, ocorreram três acidentes nas agulhas desta estação. A Sociedade Estoril realizou dois inquéritos, um deles por técnicos especializados, onde foram apontadas as causas dos acidentes, e em 23 de Julho publicou uma nota de imprensa onde afirmou que tinham sido tomadas várias precauções, e que tinha sido encomendada uma instalação complementar ao sistema de agulhas, que deveria embarcar antes do final do mês e ser montada logo que fosse possível. Informou igualmente que tinha ordenado a realização de um terceiro inquérito devido ao acidente de 14 de Julho, estando então à espera dos resultados.
Em 16 de Agosto de 1955, iniciaram-se os trabalhos de modernização da via férrea no lanço entre Belém e Alcântara-Mar, esperando-se que logo em seguida se iniciariam as obras entre esta estação e Alcântara-Mar. Em finais desse ano, o Diário Popular publicou um artigo onde exigiu a construção de uma passagem inferior de acesso a esta estação, devido aos problemas de segurança que existiam no atravessamento da Avenida 24 de Julho, especialmente nas horas de ponta, quando se verificava um grande movimento de passageiros: Tal passagem não seria construída.[carece de fontes?]
Em 28 de Maio de 1963, a cobertura interior da estação, construída no fim da década de 1950, desabou sobre a gare fazendo 49 mortos e cerca de 40 feridos.

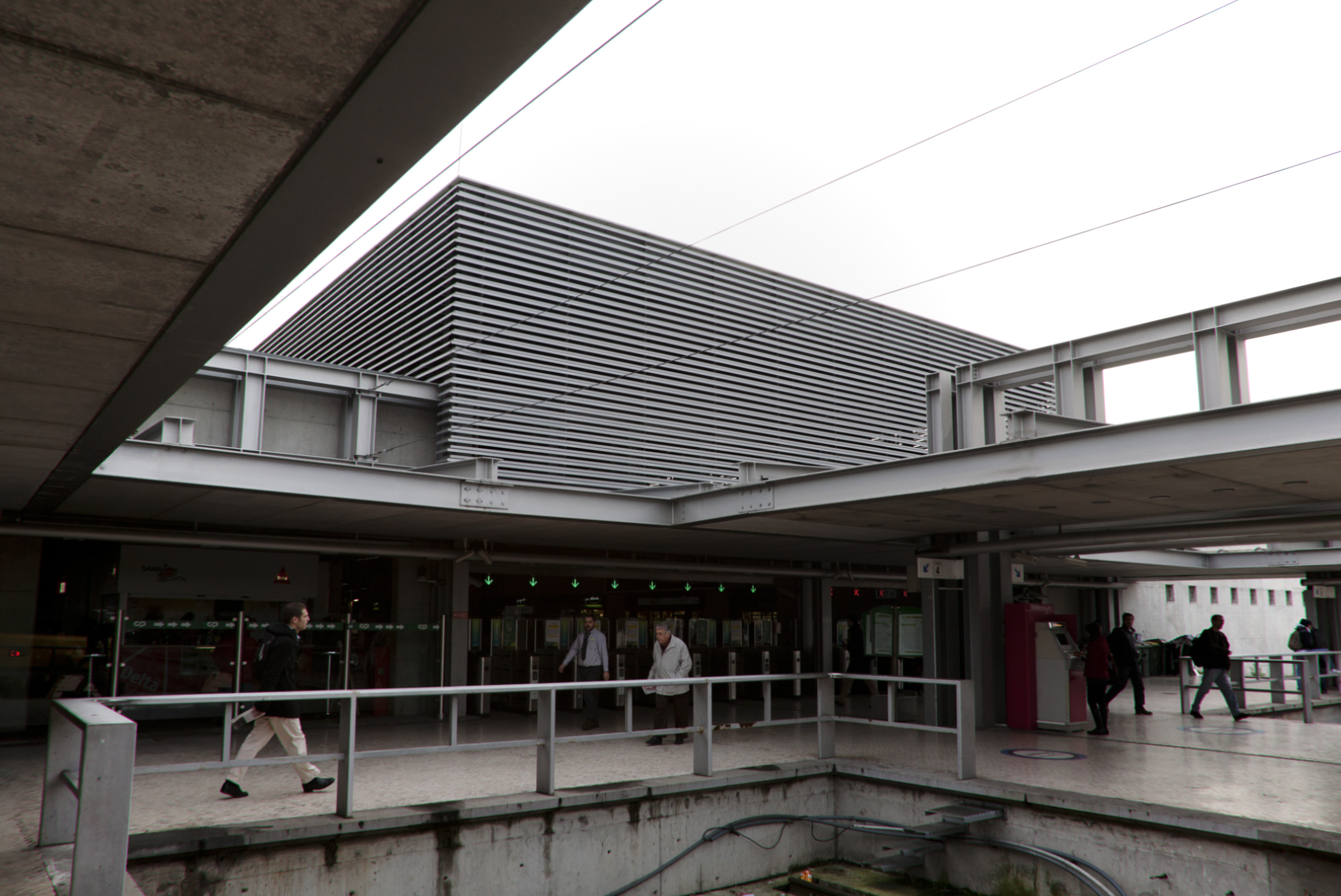
Plataformas da estação e edifício novo.

#### Década de 1990

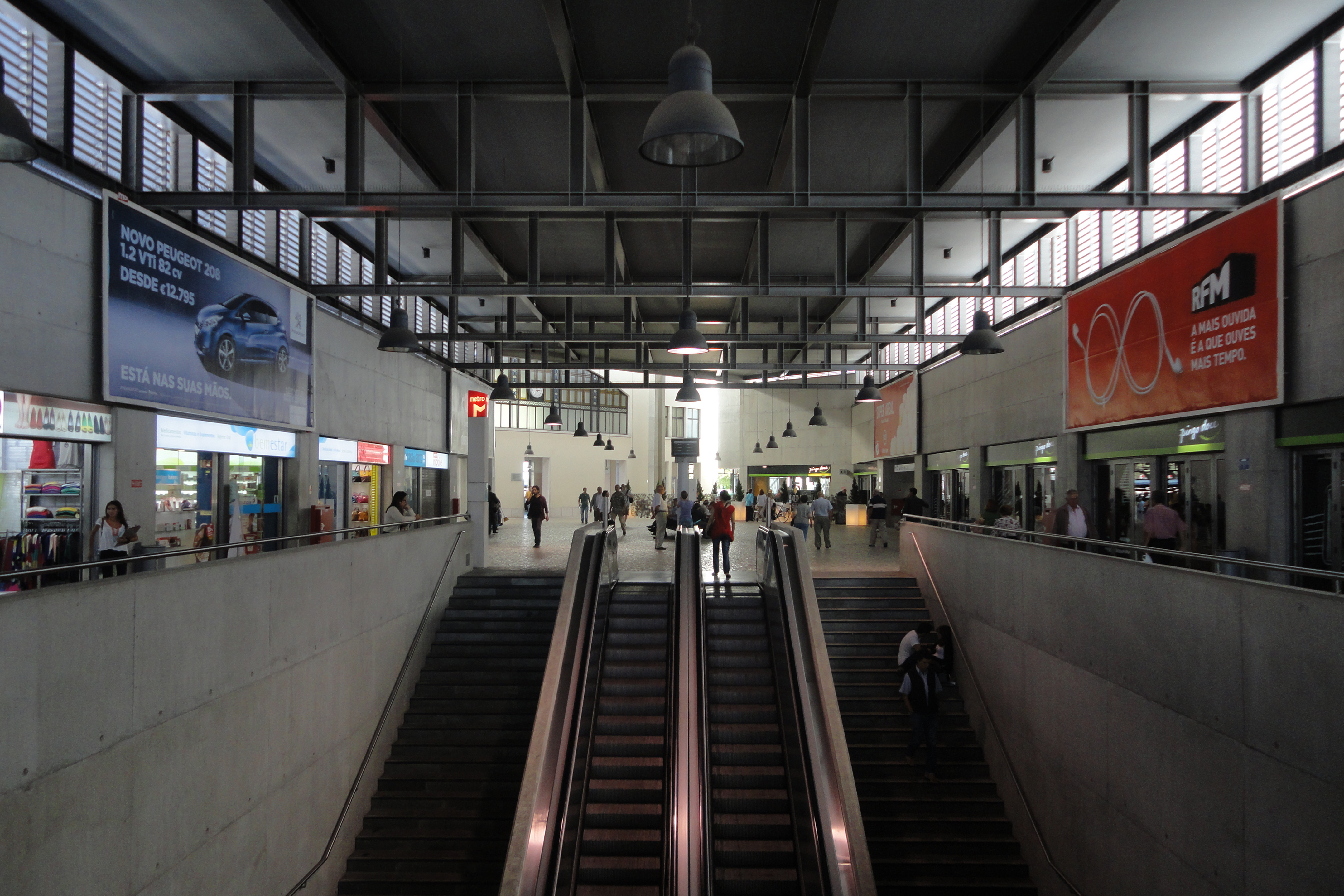
Escadas rolantes que substituíram as vias no edifício principal.

Nos princípios da década de 1990, o Gabinete do Nó Ferroviário de Lisboa e a empresa Caminhos de Ferro Portugueses iniciaram um programa de modernização das vias férreas suburbanas da capital, que incluiu a remodelação desta estação, e as suas interfaces com os serviços do Metropolitano de Lisboa, da Carris e da Transtejo e Soflusa. Em Julho de 1990, a estação estava a ser alvo de uma intervenção de restauro e pintura, como parte de um programa de recuperação de edifícios históricos na zona ribeirinha do Tejo, em Lisboa. Em 29 de Maio de 1998, esta interface foi temporariamente encerrada, devido a uma greve dos trabalhadores da empresa Caminhos de Ferro Portugueses.

### Século XXI
Ao longo dos primeiros anos do século XXI a estação foi ampliada com novos cais de embarque de acordo com projeto de arquitetura de Pedro Botelho e Nuno Teotónio Pereira (Prémio Valmor 2008).

## Leitura recomendada
- ANTUNES, J. A. Aranha;  et al. (2010). 1910-2010: o caminho de ferro em Portugal. Lisboa: CP-Comboios de Portugal e REFER - Rede Ferroviária Nacional. 233 páginas. ISBN 978-989-97035-0-6
- CERVEIRA, Augusto; CASTRO, Francisco Almeida e (2006). Material e tracção: os caminhos de ferro portugueses nos anos 1940-70. Col: Para a História do Caminho de Ferro em Portugal. Volume 5. Lisboa: CP-Comboios de Portugal. 270 páginas. ISBN 989-95182-0-4
- SALGUEIRO, Ângela (2008). A Companhia Real dos Caminhos de Ferro Portugueses: 1859-1891. Lisboa: Univ. Nova de Lisboa. 145 páginas
- VARANDA, Paulo (2001). Estação de Caminhos de ferro do Cais do Sodré. Col: Lisboa porta a porta. Lisboa: Câmara Municipal de Lisboa. 31 páginas. ISBN 972-8672-12-8
- VILLAS-BOAS, Alfredo Vieira Peixoto de (2010) [1905]. Caminhos de Ferro Portuguezes. Lisboa e Valladollid: Livraria Clássica Editora e Editorial Maxtor. 583 páginas. ISBN 8497618556
- Ricardo Alexandre Ferreira Guerreiro: A arquitetura das estações de caminho-de-ferro em Portugal no início do século XX : quatro estudos de caso (dissertação para a obtenção do grau de Mestre). Universidade Lusíada / Faculdade de Arquitetura e Artes: Lisboa, 2017.01.09: 94-112